# Badmintonmeisterschaft von Hongkong 1998
Die Badmintonmeisterschaft von Hongkong des Jahres 1998 trug den vollständigen Namen Bank of China (Hong Kong) Hong Kong Annual Badminton Championships 1998 (chinesisch 1998 中銀香港全港羽毛球錦標賽).

## Sieger und Finalisten
| Disziplin    | Gold                                   | Silber                           |
| ------------ | -------------------------------------- | -------------------------------- |
| Herreneinzel | Agus Hariyanto                         | Ng Wei                           |
| Dameneinzel  | Ling Wan Ting                          | Louisa Koon Wai Chee             |
| Herrendoppel | Cun Cun Haryono Albertus Susanto Njoto | Ma Che Kong Liu Kwok Wa          |
| Damendoppel  | Chan Mei Mei Louisa Koon Wai Chee      | Tung Chau Man Ling Wan Ting      |
| Mixed        | Cun Cun Haryono Chan Mei Mei           | Ma Che Kong Louisa Koon Wai Chee |